# Angeria Paris VanMicheals
Tommie Laron Holsey, plus connu sous le nom de scène Angeria Paris VanMicheals, est une drag queen américaine principalement connue pour sa participation à la quatorzième saison de RuPaul's Drag Race et à la neuvième saison de RuPaul's Drag Race All Stars.

## Jeunesse
Tommie Laron Holsey naît le 25 juillet 1993 et grandit à Sparta, dans l'État de Géorgie, aux États-Unis,. Il déménage à Valdosta après le lycée, où il découvre le drag.

## Carrière
Angeria Paris VanMichaels commence à participer à des concours de beauté de drag queens en 2015 et remporte le titre de Miss Black America Jr. en 2019,.
Le 2 décembre 2021, elle est annoncée comme l'une des quatorze candidates de la quatorzième saison de RuPaul's Drag Race, où elle termine finaliste,.
Le 23 avril 2024, elle est annoncée comme l'une des huit candidates de la neuvième saison de RuPaul's Drag Race All Stars, qu'elle remporte face à Roxxxy Andrews et Vanessa Vanjie,.

## Vie privée
Tommie Laron Holsey est homosexuel. Il est basé à Atlanta jusqu'en 2024, où il emménage à Los Angeles, en Californie,.

## Filmographie

### Télévision
- 2022 :
  - RuPaul's Drag Race : elle-même (candidate, saison 14, 15 épisodes)
  - RuPaul's Drag Race: Untucked! : elle-même
  - Dynastie : elle-même (invitée, saison 5, épisode 15)
- 2023 :
  - RuPaul's Drag Race All Stars : elle-même (invitée, saison 8, épisode 6)
  - RuPaul's Drag Race All Stars: Untucked! : elle-même (invitée, saison 8, épisode 6)
- 2024 :
  - RuPaul's Drag Race All Stars : elle-même (candidate, saison 9, épisode 12)
  - RuPaul's Drag Race All Stars: Untucked! : elle-même